# لوريجيا (إيطاليا)
لوريجليا أو لوريجيا (بالإيطالية: Loreglia) هي كومونا (بلدية) في مقاطعة فربانو كوزيو أوسولا في منطقة بيدمونت الإيطالية، وتقع على بعد حوالي 110 كيلومتر (68 ميل) شمال شرق تورينو وحوالي 9 كيلومتر (6 ميل) جنوب غرب فربانيا. اعتبارًا من تاريخ 31 ديسمبر 2004، كان عدد سكانها 279 نسمة ومساحتها 9.2 كيلومتر مربع (3.6 ميل2). 
تقع لوريجيا على حدود البلديات التالية: كاسالي كورتي تشيرو وجيرمانيو وأورنافاسو وكوارنا سوبرا وفالسترونا .